# Мерилін (фільм, 2018)
«Ме́рилін» (ісп. Marilyn) — аргентино-чилійський драматичний фільм 2018 року, повнометражний режисерський дебют Мартіна Родрігеса Редондо. Світова прем'єра стрічки відбулася 19 лютого 2018 року на 68-му Берлінському міжнародному кінофестивалі, де вона брала участь у програмі «Панорама».

## Сюжет
У цій сільській місцевості Аргентини, де мешкає зі своєю сім'єю сором'язливий 17-річний Маркос, мало що відбувається. Це скромне існування, де ґендерні ролі чітко розподілені. Гарне літо не полегшує життя, але гроші потрібно заробити, а стадо корів повинно триматися вкупі. У повсякденному рутинному житті Маркос встигає створювати невеликі острівки́ власної свободи; в ці миті він любить накласти макіяж на своє майже дитяче обличчя або ковзнути в барвисті сукні за зачиненими дверима. Підходить час карнавалу і цьогорічна подія змінить життя Маркоса, як і несподіване переселення сім'ї.

## У ролях
| • Вальтер Родрігес       | … | Маркос   |
| • Каталіна Сааведра      | … | Ольга    |
| • Герман де Сільва       | … | Карлос   |
| • Ігнасіо Гіменес        | … | Карлітос |
| • Родольфо Гарсія Вернер | … | Факундо  |
| • Ендрю Баргстед         | … | Федеріко |
| • Жозефіна Паредес       | … | Лаура    |
| • Герман Боудіно         | … | Рауль    |

## Знімальна група
- Автори сценарію — Маріана Докампо, Мара Песо, Мартін Родрігес Редондо
- Режисер-постановник — Мартін Родрігес Редондо
- Продюсери — Паула Зінгермен
- Співпродюсер — Джанкарло Насі
- Оператор — Гільєрмо Сапосник
- Композитори — Kumbia Queers, Лоран Апфель
- Монтаж — Феліпе Гальвез
- Художник-постановник — Адріан Суарес
- Художник з костюмів — Джам Монті
- Підбір акторів — Марія Лора Берч
- Звук — Родріго Меролла

## Нагороди та номінації
| Список нагород та номінацій           | Список нагород та номінацій | Список нагород та номінацій                | Список нагород та номінацій | Список нагород та номінацій | Список нагород та номінацій |
| Кінофестиваль/Кінопремія              | Рік                         | Категорія                                  | Номінант(и)                 | Результат                   | Дж                          |
| ------------------------------------- | --------------------------- | ------------------------------------------ | --------------------------- | --------------------------- | --------------------------- |
| Берлінський міжнародний кінофестиваль | 2018                        | Премія «Тедді» за найкращий художній фільм | Мерилін                     | Номінація                   | [ 3 ]                       |